# بيت لحم تآخي وتطوير
بيت لحم تآخي وتطوير كان تكتل ترشيحي هو الطعن في الانتخابات البلدية في مايو 2005 في بيت لحم في الضفة الغربية. من الناحية السياسية تضمنت القائمة أعضاء في الجبهة الشعبية لتحرير فلسطين. في المجموع قدمت الكتلة 15 مرشحا (ثمانية مسيحيين وسبعة مسلمين). كان المرشح الأول للكتلة فيكتور بطارسة الذي انتخب عمدة.